# Norfolk Southern Railway
Norfolk Southern Railway (NS) es un empresa ferroviaria de Clase I de Estados Unidos con sede en Norfolk, Virginia.

La red cubre una extensión de 21.500 millas (34.600 km) a lo largo de veintidós estados. También cubre el distrito de Columbia, y además cuenta con conexiones hacia Canadá, como a Toronto desde Buffalo y a Montreal desde Albany. La compañía es responsable del mantenimiento de las vías así como del tendido. La principal función de la red es el transporte de carbón desde los estados de Indiana, Kentucky, Pensilvania, Tennessee y Virginia Occidental, además de ofrecer la mayor red intermodal del este en el país.

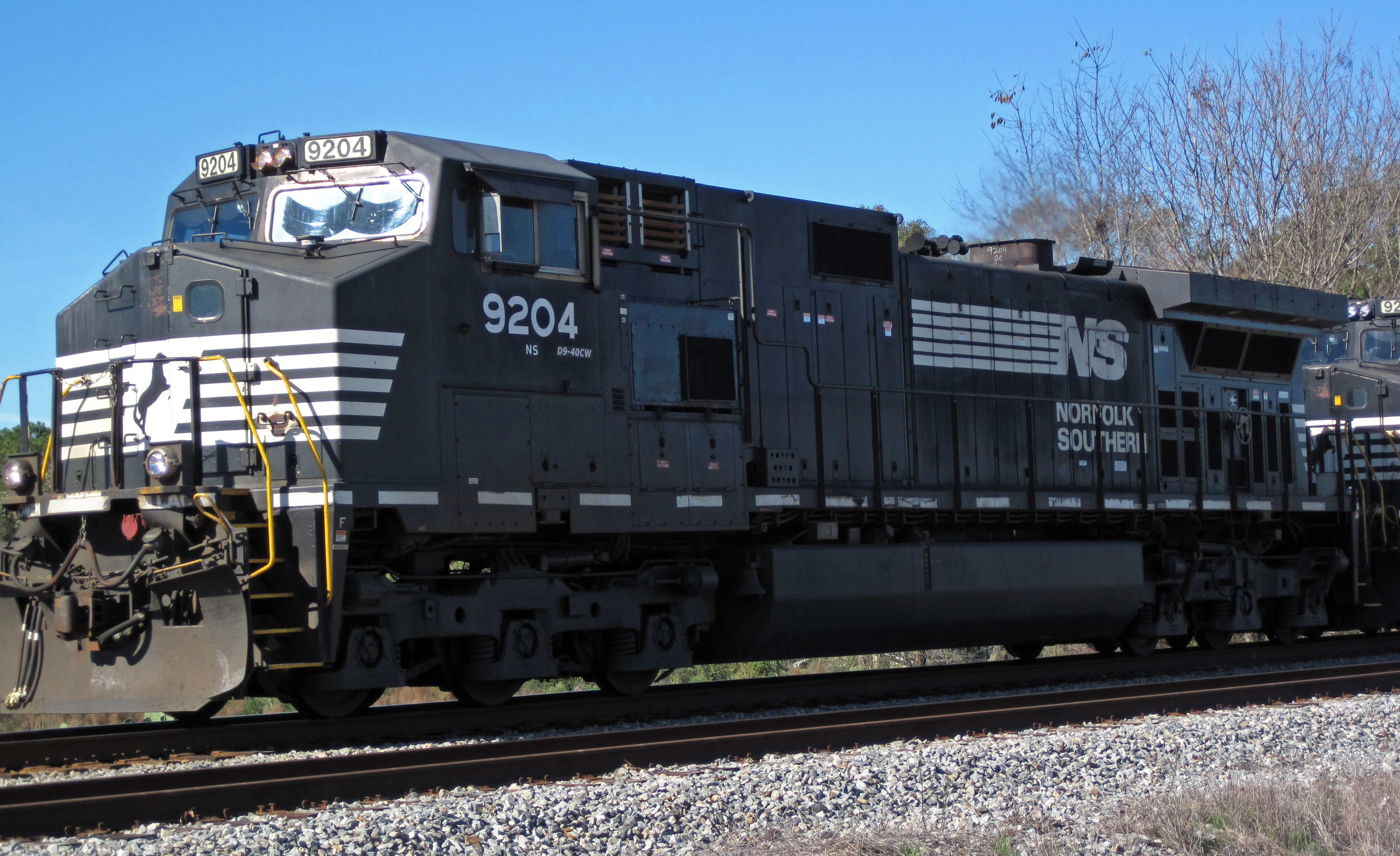
Locomotora Diesel-Eléctrica GE CW40-9